# Grigorij Šalvovič Čhartišvili
Grigorij Šalvovič Čhartišvili (rusko Григо́рий Шалвович Чхартишви́ли, gruzinsko გრიგოლ შალვას ძე ჩხარტიშვილი (Grigol Šalvas dze Čhartišvili); psevdonim Boris Akunin (Бори́с Аку́нин), ruski pisatelj, japonolog, književnik in prevajalec gruzinskega rodu, * 20. maj 1956, Zestaponi, Gruzija.

## Življenje in delo
Čhartišvili od leta 1958 živi v Moskvi. Uspešno je zaključil študij zgodovine in filologije na Oddelku za afriške in azijske študije Moskovske državne univerze (MGU) in prejel naziv diplomiranega japonologa. Ukvarjal se je s prevajanjem iz japonščine in angleščine. V njegovem prevodu so v ruščini izdana dela japonskih avtorjev kot so: Jukio Misima, Kendzi Marujama, Jasusi Inoue.
Trenutno opravlja delo namestnika odgovornega urednika revije Tuja literatura, glavnega urednika Antologije japonske književnosti v 20-ih delih in predseduje upravi mega projekta z imenom Puškinska knjižnica. 
Za Čhartišvilija se je tudi v sredstvih obveščanja uveljavil psevdonim Boris Akunin (Бори́с Аку́нин), pod katerim objavlja  umetniško prozo od leta 1998. V japonščini akunin (悪人) označuje zlobnega človeka. Za psevdonim se je po njegovih besedah odločil iz strahu, da njegova književnost ne bo uspela, s čimer bi lahko škodoval svojemu slovesu uglednega japonologa in tako prizadel svojo mamo.
Čhartišvili je objavil nekaj del pod psevdonimoma Anatolij Brusnikin (Анатолий Брусникин) in pod ženskim psevdonimom Ana Borisova (Анна Борисова) . Pri nekaterih delih je uporabil svoje pravo ime in kot soavtorja navedel Borisa Akunina. V teh delih se prepletata stvarna in domišljijska literatura.
Njegova dela so prevedena v mnoge jezike, v slovenščini pa so bila doslej izdaja naslednja: Fandorin (Azazel, 2003) (COBISS), Turški gambit (2005) (COBISS), Leviatan (2007) (COBISS), Ahilova smrt (2008) (COBISS) ter Pisatelj in samomor (2017) (COBISS).

## Glavna dela

### Romani
- Cikel romanov Dogodivščine Erasta Fandorina (Приключения Эраста Фандорина),
  - Azazel (Азазель),
  - Turški gambit (Турецкий гамбит),
  - Leviatan (Левиафан),
  - Ahilova smrt (Смерть Ахилеса),
  - Posebne naloge (Pikov poba, Dekorater) (Особые поручения - Пиковый валет, Декоратор),
  - Državni svetnik (Статский советник),
  - Kronanje (Коронация),
  - Ljubimka Smrti (Любовница Смерти),
  - Ljubimec Smrti (Любовник Смерти),

- Cikel romanov Dogodivščine sestre Pelageje
  - Pelageja in beli buldog (Пелагея и белый бульдог),
  - Pelageja in črni menih (Пелагея и черный монах),
  - Pelageja in rdeči petelin (Пелагея и красный петух),

- Pravljice za idiote (Сказки для идиотов),
- Staro Donsko pokopališče (Старое Донское кладбище).

### Drame
- Hamlet (Гамлет),
- Utva (Чайка),
- Ogledalo Saint-Germaina (Зеркало Сан-жермена).

## Politična opredelitve
.
Čhartišvili je znan po ostri kritiki putinizma. Javno se je politično opredelil zlasti ob predesedniških volitvah leta 2012. Kot eden izmed vodilnih javnih osebnosti je nastopil na moskovskih protestih 2011-2012  .